# Ronde van Keulen
De Ronde van Keulen (Duits: Rund um Köln) is een eendaagse wielerwedstrijd in en rond de Duitse stad Keulen en maakt deel uit van de TUI-Cup, een Duits regelmatigheidscriterium voor wielerwedstrijden op de weg.
De wedstrijd wordt georganiseerd sinds 1908 voor amateurs. Voor profs sinds 1910 en sindsdien in deze categorie 52 keer georganiseerd, en maakt hierbij sinds 2005 deel uit van het Europese continentale circuit van de UCI, de UCI Europe Tour. De wedstrijd staat midden juni op de wielerkalender. Het is sinds 2008 de oudste nog georganiseerde wielerwedstrijd in Duitsland, nadat Rund um die Hainleite die in 1907 voor de eerste georganiseerd werd in 2007 voor het laatst werd verreden.

## Lijst van winnaars (profs)

### Meervoudige winnaars
| Overwinningen | Renner             | Land       | Jaren            |
| ------------- | ------------------ | ---------- | ---------------- |
| 3             | Heinrich Schwarzer | Duitsland  | 1942, 1948, 1951 |
| 3             | Wilfried Trott     | Duitsland  | 1972, 1976, 1979 |
| 2             | Ernst Franz        | Duitsland  | 1913, 1914       |
| 2             | Paul Kohl          | Duitsland  | 1924, 1925       |
| 2             | Erich Bautz        | Duitsland  | 1933, 1936       |
| 2             | Emil Kijewski      | Duitsland  | 1935, 1937       |
| 2             | Hans Preiskeit     | Duitsland  | 1941, 1955       |
| 2             | Horst Oldenburg    | Duitsland  | 1964, 1965       |
| 2             | Erik Zabel         | Duitsland  | 1996, 2004       |
| 2             | Juan José Haedo    | Argentinië | 2007, 2010       |
| 2             | Sam Bennett        | Ierland    | 2014, 2018       |

### Overwinningen per land
| Overwinningen | Land                                                              |
| ------------- | ----------------------------------------------------------------- |
| 30            | Duitsland                                                         |
| 8             | België                                                            |
| 5             | Nederland                                                         |
| 3             | Italië                                                            |
| 2             | Argentinië, Ierland, Oostenrijk                                   |
| 1             | Australië, Denemarken, Tsjechië, Verenigd Koninkrijk, Zwitserland |
| 52            |                                                                   |

1990 · 
1991 · 
1992 · 
1993 · 
1994 · 
1995 · 
1996 · 
1997 · 
1998 ·
1999 · 
1990 · 
2000 · 
2001 · 
2002 · 
2003 · 
2004 · 
2005 · 
2006 · 
2007 · 
2008 ·
2009 · 
2010 · 
2011 · 
2012 · 
2013 · 
2014 · 
2015 · 
2016 · 
2017 · 
2018 · 
2019 ·
2020 ·
2021 ·
2022 ·
2023 ·
2024 ·
2025
2005 · 
2006 · 
2007 · 
2008 · 
2009 · 
2010 · 
2011 · 
2012 · 
2013 · 
2014 · 
2015 · 
2016 · 
2017 ·
2018 ·
2019 ·
2020 ·
2021 ·
2022 ·
2023 ·
2024 ·
2025
Belangrijkste etappewedstrijden

Internationaal Wegcriterium · Driedaagse Brugge-De Panne · Ronde van de Alpen · Vierdaagse van Duinkerke · Ronde van Beieren · Ronde van Noorwegen · Ronde van België · Ronde van Luxemburg · Ronde van Oostenrijk · Ronde van Wallonië · Ronde van Burgos · Ronde van Denemarken · Arctic Race of Norway · Ronde van Groot-Brittannië
Belangrijkste eendaagse wedstrijden

Trofeo Laigueglia · GP Lugano · GP Nobili Rubinetterie · Dwars door Vlaanderen · Scheldeprijs · Brabantse Pijl · GP Kanton Aargau · Brussels Cycling Classic · GP Fourmies · Primus Classic Impanis-Van Petegem · Ronde van de Drie Valleien · Milaan-Turijn · Ronde van Piemonte · Ronde van het Münsterland · Ronde van Emilia · Parijs-Tours · GP Bruno Beghelli